# Jewgeni Alexejewitsch Preobraschenski

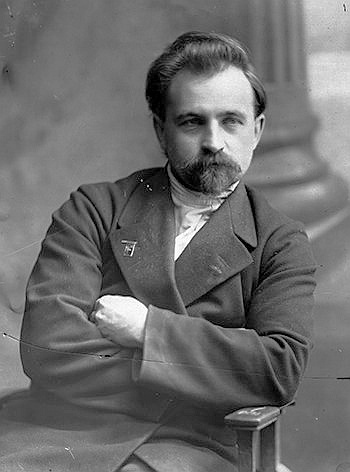
Jewgeni Alexejewitsch Preobraschenski (1921)

Jewgeni Alexejewitsch Preobraschenski (russisch Евгений Алексеевич Преображенский; * 3. Februar 1886 in Bolchow, Russisches Kaiserreich; † 13. Juli 1937 in Moskau) war ein sowjetischer Revolutionär und Politiker.

## Leben
Der 1886 in Bolchow bei Orjol geborene Preobraschenski schloss sich 1903 der bolschewistischen Fraktion der Sozialdemokratischen Arbeiterpartei Russlands an. Von 1904 bis 1905 war er Mitglied des Parteibüros für das Uralgebiet und ab Herbst 1909 Mitglied des Parteibüros von Irkutsk. Von 1917 bis 1918 war er Kandidat für das Zentralkomitee der Partei und ab 1918 Kandidat für das Regionalkomitee des Uralgebiets. Zu dieser Zeit schloss er sich der Linksopposition innerhalb der Partei an, die sich gegen den Friedensvertrag von Brest-Litowsk mit dem Deutschen Reich aussprach.
Ab Mai 1918 war Preobraschenski Vorsitzender des Präsidiums des Regionalkomitees für das Uralgebiet und als Inhaber dieses Postens direkt in die Ermordung der Zarenfamilie verstrickt. Von 1920 bis 1921 war er Sekretär des Zentralkomitees und Mitglied des Politbüros der Kommunistischen Partei. Ab 1922 war Preobraschenski dann Vorsitzender des Komitees für Finanzen und Mitglied des Rates der Volkskommissare der RSFSR. Zudem war er Chef des Volkskommissariats für Erziehung und von 1920 bis 1930 ein führender Ökonom in der Sowjetunion. Er entwickelte den Plan zur Industrialisierung des Landes und war ein Gegner der NÖP. Seit 1924 war Preobraschenski einer der Herausgeber der Parteizeitung Prawda und unterstützte in dieser Eigenschaft Leo Trotzki und die Linksopposition in der kommunistischen Partei. 1927 wurde Preobraschenski wegen des Betriebs einer illegalen Druckerei erstmals aus der Partei ausgeschlossen. Im Folgejahr wurde er wieder in das Uralgebiet geschickt, wo er in einigen Planbüros arbeitete. Im Sommer 1929 veröffentlichte Preobraschenski gemeinsam mit Karl Radek und Iwar Smilga einen Brief, in dem die Verfasser ihren Bruch mit der Ideologie und der Organisation des Trotzkismus verkündeten.
Daraufhin wurde Preobraschenski im Januar 1930 wieder in die Partei aufgenommen und ins Planungskomitee von Nischni Nowgorod entsandt. Ab 1932 war Preobraschenski dann Mitglied im Vorstand des Volkskommissariats für Leichtindustrie und später Chef des Volkskommissariats für staatliche Landwirtschaftsbetriebe. Im Januar 1933 wurde Preobraschenski erneut aus der Partei ausgeschlossen und von der GPU verhört. 1936 wurde er im Zuge des Großen Terrors endgültig aus der Partei ausgeschlossen und am 20. Dezember 1936 verhaftet. Nachdem er sich geweigert hatte zu gestehen, wurde Preobraschenski am 13. Juli 1937 zum Tode verurteilt und erschossen.
1970 starb Preobraschenskis Lebensgefährtin Polina Winogradskaja. Am 22. Dezember 1988 wurde er durch eine Entscheidung des Obersten Gerichts der UdSSR rehabilitiert.

## Werke
Auswahl:
- Das ABC des Kommunismus, zusammen mit Nikolai Bucharin
- Die neue Ökonomik, Verlag Neuer Kurs GmbH, Berlin 1971 (Original: 1926)
- Anarchismus und Kommunismus (Original: 1918)
- Von der NÖP zum Sozialismus (Original: 1922)

## Quelle
- Mehrere Kurzbiographien (aus diversen Enzyklopädien), Stichwort Преображенский Евгений Алексеевич, online auf: www.hrono.info, russisch, abgerufen am 19. August 2010